# Androniqi Zengo Antoniu
Androniqi Zengo Antoniu, albanska slikarka, * 26. maj 1913, Korča, Albanija, † 10. februar 2000. 
S sestro Sofio Zengo Papadhimitri veljata za prvi poklicni slikarki iz Albanije, z Vangjushem Mijo pa je zaslužna za uvedbo impresionizma v državo.

## Življenjepis
Rodila se je tik po razglasitvi neodvisnosti Albanije kot hči ikonopisca Vangjela Zengoja. Njena sestra Sofia je bila rojena leta 1915. Z odliko je diplomirala iz slikarstva in kiparstva na atenski šoli za likovno umetnost. Po študiju v Parizu se je vrnila v Albanijo, da bi poučevala na Pedagoškem inštitutu Nëne Mbretëreshë. Slikala je predvsem impresionistične portrete in krajine ter ikone, medtem ko je bila njena sestra pod močnim vplivom realizma. Velja za prvo poklicno slikarko v Albaniji.
V poznih tridesetih letih prejšnjega stoletja naj bi imela afero s pesnikom Lasgushem Poradecijem.  Leta 1941 se je poročila s pevcem Kristaqom Antoniujem.
V svojem življenju je imela Zengo Antoniu več samostojnih razstav. Njena prva razstava je bila leta 1935, druga pa leta 1937 ob 25. obletnici ustanovitve Albanije. Sodelovala je tudi na različnih skupinskih razstavah, med drugim na razstavi v New Yorku leta 1939. Leta 1963 je razstavljala na Aleksandrijskem bienalu in prejela dve medalji. Delala je tudi skupaj z očetom in poslikala več cerkva v domačem kraju, v Tirani in drugih krajih v Albaniji. Leta 1964 je poslikala cerkev Vangjelizmo v Tirani.

## Zapuščina
Ohranjeno delo Zengo Antoniu je sestavljeno iz več kot 500 kosov. V zbirki Albanskega nacionalnega muzeja lepih umetnosti je 55 njenih del. Njena dela so bila predstavljena na več retrospektivah. Leta 2013 je bila predstavljena na razstavi, ki je preučevala delo njene družine Zengo in družine Antoniu. Leta 2017 so bila njena dela posthumno predstavljena na razstavi documenta 14.
Po mnenju nekaterih umetnostnih zgodovinarjev so njena dela del kanona druge generacije albanske umetnosti.
Po njej je poimenovana ena od ulic v okrožju Laprakë v Tirani.